# Karol Józef Fischbach
Karol Józef Fischbach (ur. 21 lipca 1902 w Poznaniu, zm. 1 sierpnia 1995 tamże) – polski adwokat związany z Wielkopolską, starosta kościański w latach 1945–1948.

## Życiorys
Po ukończeniu szkoły powszechnej nauki pobierał w gimnazjum św. Marii Magdaleny w Poznaniu. W 1918 r. jako szesnastoletni chłopak walczył w powstaniu wielkopolskim. W czerwcu 1919 złożył egzamin maturalny, a w 1920 r. rozpoczął równoległe studia na Wydziale Prawno-Ekonomicznym Uniwersytetu Poznańskiego (podwójne magisterium uzyskał w latach 1923 (ekonomia) i 1924 (prawo)). Po ukończeniu studiów odbywał aplikację sądową, jako asesor, przy Sądzie Grodzkim w Pobiedziskach i Jutrosinie. Po złożeniu egzaminów końcowych objął funkcję sędziego w sądzie grodzkim w Lesznie. W 1928 r. osiedlił się w Kościanie, gdzie w latach 1928–1939 prowadził kancelarię adwokacką. Był również radcą prawnym znaczących spółek wielkopolskich (Cukrowni i Monopolu Tytoniowego). W lipcu 1932 r. w Toruniu wziął ślub z kuzynką - Marią Koplińską. Mieli dwie córki: Aleksandrę i Irenę.
W momencie wybuchu II wojny światowej został zmobilizowany do 55 Poznańskiego pułku piechoty w Lesznie. Walczył w wojnie obronnej Polski. Do Kościana powrócił w październiku 1939 r. po czym ukrywał się we Wrocławiu. Po trzech tygodniach powrócił do rodziny i natychmiast został aresztowany przez Gestapo. Z niewoli wybawił go Niemiec z Królewca – dr Paul Simon. Do końca okupacji pracował jako księgowy w niemieckim biurze ds. majątkowych. Po II wojnie światowej związał się ze Stronnictwem Demokratycznym, obejmując 2 lutego 1945 r. funkcję starosty kościańskiego. Oprócz pracy w samorządzie działał społecznie m.in. jako prezes Honorowego Komitetu Ekshumacyjnego Ofiar Wojny w Kościanie. Po trzech latach urzędowania postanowił powrócić do zawodu i 31 lipca 1948 r. złożył rezygnację ze stanowiska starosty. W pierwszej połowie lat 50. był systematycznie inwigilowany przez służby UB, jako tzw. „element obcy klasowo”. Na krótko został zawieszony w czynnościach adwokata.
W latach 1948–1976 ponownie prowadził własną kancelarię adwokacką, do chwili przejścia na emeryturę (1976). W 1977 r. wyprowadził się do Poznania. Po śmierci żony w 1987 r. zamieszkał u córki Aleksandry. Zmarł 1 sierpnia 1995 r. w Poznaniu. Został pochowany na Cmentarzu Junikowskim.